# IC 4691
IC 4691 — галактика типу S (спіральна галактика) у сузір'ї Змієносець.
Цей об'єкт міститься в оригінальній редакції індексного каталогу.